# Старый Форштадт
Ста́рый Форшта́дт (латыш. Vecā Forštate или Vecā Forštadte) — район города Даугавпилс (Латвия), расположенный за озером Шуня (Шуню).

## История
Один из исторических районов города, своим возникновением обязан слободе Тауполь, впоследствии переименованной в Райполь, первое описание которой приходится на 1784 год, как владение Динабургского иезуитского монастыря и началу строительства в 1810 году Динабургской крепости, когда жители переселились за озеро Шуня или в Новый Форштадт, нынешний центр города. Центральная улица района, ул. Видземес, проходит через весь район и далее выходит на Рижское шоссе. В районе в основном одноэтажная, деревянная застройка. После войны выстроена средняя (потом основная) школа № 7, почтовое отделение (закрыто в 2010 году), дом культуры № 2 «Форштадт», библиотека.

## Расположение
Район с запада ограничен озером Шуня, с юго-востока — Петербургско-Варшавской железной дорогой, с севера ограничен Новым Форштадтом. С северо-запада граничит со Средней Погулянкой. К нему примыкает посёлок железнодорожников.

## Современность
В 2010 году, в связи с финансово-экономическим кризисом и массовым закрытием и объединением школ в стране, принято решение о слиянии школы № 7 со школой № 16 на Новом Форштадте, уменьшение количества учеников. Почтовое отделение закрыто несколько лет назад, действуют три церкви — православная церковь святых Петра и Павла, старообрядческая Николо-Покровская моленная, последние годы идёт строительство нового здания, на месте старого помещения, открытая в 2006 году католическая церковь Сердца Иисуса.
В районе также функционируют Форштадский дом культуры, библиотека «Эзеру», супермаркет Mego, Maxima и Aveņu Centrs, баня.

## Галерея
- Православная церковь
- Старообрядческая моленная
- Католическая церковь в день открытия